# Freedom Hall
La Freedom Hall è un'arena polifunzionale situata a Louisville, Kentucky, all'interno del Kentucky Exposition Center, di proprietà del Kentucky State Fair Board. È principalmente conosciuta per essere stata un'arena di basket, servendo in passato come sede dei Louisville Cardinals dell'Università di Louisville e, dal 2020 al 2024, dei Bellarmine University Knights.
Ha ospitato concerti di artisti come Kiss, Grateful Dead, Chicago, AC/DC, eventi WWE, Mötley Crüe, Elvis Presley, The Doors, Janis Joplin, Creed, Led Zeppelin, Van Halen, Coldplay, Michael Jackson e molti altri. Oltre alla squadra maschile di basket dei Louisville Cardinals (dal 1956 al 2010), l'arena ha accolto i Kentucky Colonels dell'American Basketball Association dal 1970 fino alla fusione ABA-NBA nel giugno 1976, e la squadra femminile dei Louisville Cardinals dal 1975 al 2010.
La Freedom Hall è stata inoltre utilizzata dai Kentucky Stickhorses della North American Lacrosse League dal 2011 fino allo scioglimento della squadra nel 2013. Dal 2015 al 2019 ha ospitato ogni anno, a metà aprile, le finali del VEX Robotics Competition World Championship.
L'arena ha perso il suo status di principale sede per eventi sportivi e concerti al coperto della regione di Kentuckiana con l'apertura del KFC Yum! Center nel centro di Louisville nel 2010. Tuttavia, è ancora utilizzata regolarmente per ospitare concerti, spettacoli equestri, convention e partite di basket.

## Storia

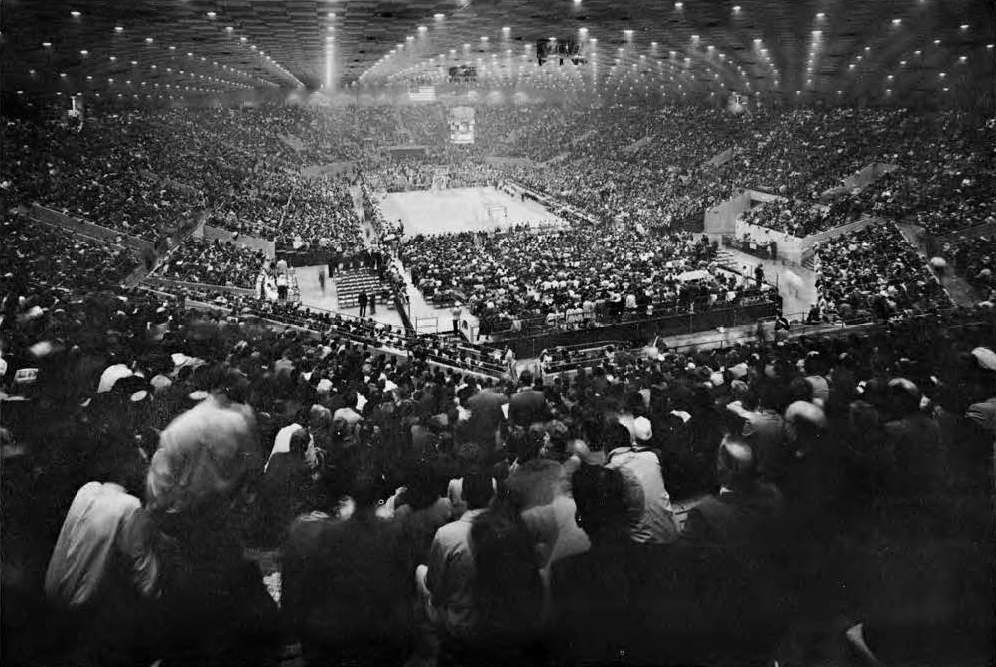
Interno della Freedom Hall, c. 1963

Freedom Hall fu completata nel 1956 nel neonato Kentucky Fair and Exposition Center, situato a 5 miglia (8,0 km) a sud del centro di Louisville. Il nome fu scelto grazie a un concorso di saggi a livello statale sponsorizzato dal State Fair Board e dall'American Legion. Charlotte Owens, una studentessa dell'ultimo anno alla DuPont Manual High School, vinse il concorso superando oltre 6.500 altre partecipazioni. Progettata per ospitare la principale competizione equestre nazionale, il Kentucky State Fair World's Championship Horse Show, la lunghezza della pista e i posti a sedere permanenti furono pensati appositamente per il ring di gara, lungo quasi 300 piedi (91 m) (per confronto, una pista da hockey regolamentare è lunga 200 piedi, ossia 61 m, e un campo da basket solo 94 piedi). Ogni novembre ospita anche la North American International Livestock Exposition. Muhammad Ali combatté il suo primo incontro professionistico al Freedom Hall, vincendo ai punti in sei round contro Tunney Hunsaker. Freedom Hall fu inoltre una delle principali tappe del tour musicale itinerante Motortown (poi MOTOWN) negli anni '60.
I Grateful Dead suonarono al Freedom Hall quattro volte, inclusi i concerti del 18 giugno 1974, 9 aprile 1989, 15 giugno 1993 e 16 giugno 1993. Il concerto del 18 giugno 1974 è stato pubblicato ufficialmente come Road Trips Volume 2 Number 3.
Judgment Day (2000) si tenne anch'esso al Freedom Hall. Nel 2019, l'arena ospitò un torneo di wrestling universitario.
Il Freedom Hall ha ospitato comizi elettorali per due presidenti degli Stati Uniti: John F. Kennedy e Donald Trump.